# Chirosia albifrons
Chirosia albifrons este o specie de muște din genul Chirosia, familia Anthomyiidae, descrisă de Tiensuu în anul 1938. Conform Catalogue of Life specia Chirosia albifrons nu are subspecii cunoscute.